# The Lives and Times of Jerry Cornelius
The Lives and Times of Jerry Cornelius est un recueil de nouvelles de l'auteur britannique de science-fiction et de fantasy Michael Moorcock. Il fait partie de sa longue série Jerry Cornelius. Le livre a été publié à l'origine par Allison & Busby en 1976 et rassemble des histoires publiées entre 1969 et 1974.
Une édition ultérieure a été publiée en 2003 par Four Walls Eight Windows, où quatre histoires de l'édition originale ont été remplacées.

## Contenu

### Édition Allison & Busby, 1976
- The Peking Junction
- The Delhi Division
- The Tank Trapeze
- The Nature of the Catastrophe
- The Swastika Set-Up
- The Sunset Perspective
- Sea Wolves
- Voortrekker
- Dead Singers
- The Longford Cup
- The Entropy Circuit

### Édition Four Walls Eight Windows, 2003
- Introduction
- The Peking Junction
- The Delhi Division
- The Tank Trapeze
- The Swastika Set-Up
- The Sunset Perspective
- Sea Wolves
- Voortrekker
- The Spencer Inheritance
- The Camus Connection
- Cheering for the Rockets
- Firing the Cathedral (en)

## Réception
Dave Langford a critiqué The Lives and Times of Jerry Cornelius dans White Dwarf #88, en déclarant qu'il s'agissait de « nouvelles obliques et fragmentées du héros/assassin qui est devenu un point de ralliement pour les thèmes New Wave des années 1960 sur l'entropie et la désintégration ».